# Розенбладт, Род
Род Розенбладт (англ. Rod Rosenbladt, 3 января 1942 — 2 февраля 2024) — американский лютеранский богослов и академик, профессор теологии в Университете Конкордия в Ирвайне в Калифорнии; Розенбладт также был хорошо известен среди лютеранских, реформатских и евангельских христиан как соведущий общенациональной радиопрограммы The White Horse Inn. После этого у него появилась собственная программа в рамках проекта 1517.

## Ранние годы и образование
Род Розенбладт родился 3 января 1942 года в западной части штата Вашингтон, изучал психологию на бакалавриате в Тихоокеанском лютеранском университете в Такоме, штат Вашингтон, и получил степень бакалавра гуманитарных наук в 1964 году. Затем он изучал богословие в Евангелическо-лютеранской теологической семинарии в Колумбусе, штат Огайо, и получил степень бакалавра философии в 1968 году. Он продолжил обучение в аспирантуре по философии религии в Евангелической богословской школе Тринити в Дирфилде, штат Иллинойс, и получил степень магистра в 1972 году. Там его обучал Джон Уорвик Монтгомери, и с тех пор они стали друзьями на всю жизнь. По совету и рекомендации Монтгомери Розенбладт поступил в докторантуру по теологии в Страсбургском университете, Франция, и окончил её в 1978 году со степенью доктора философии.

## Карьера
Розенбладт был лютеранским священником в Лютеранской церкви — Миссурийском синоде и занимал пасторские должности в приходах в Хантингтон-Бич, Сан-Габриэль и Ла-Холья, Калифорния. Он жил в Калифорнии с 1969 года и занимал преподавательские должности в этом штате в Аспирантском теологическом союзе в Беркли (1973–1977) и в Вестмонт-колледже в Санта-Барбаре (1973–1977). Он был адъюнкт-преподавателем Университета Конкордия в Ирвайне с 1979 по 1984 год, пока не получил должность постоянного лектора, на которой он преподавал богословие, начиная с 1984 года. 
В 1980-е годы он работал вечерним лектором в программе магистратуры искусств по христианской апологетике в юридической школе Саймона Гринлифа. Школу основал Монтгомери. Розенбладт преподавал философию религии и систематическое богословие студентам магистратуры и руководил диссертациями различных студентов. Он покинул школу одновременно с тем, как Монтгомери ушёл со своей должности.
Розенбладт неоднократно участвовал в официальных публичных дебатах на богословские и апологетические темы. Он также был частым автором журнала «Modern Reformation» и постоянным участником радиопрограммы The White Horse Inn.
По случаю своего шестидесятипятилетия он был удостоен фестшрифта «Теология и апология: очерки теологии реформации и её защиты, представленные Роду Розенбладту».
В 2014 году он помог запустить проект 1517 The Legacy Project, некоммерческую инициативу, частично основанную на его собственной работе, работе Монтгомери и Мартина Лютера.

## Смерть
Род Розенбладт умер 2 февраля 2024 года в возрасте 82 лет.